# Туг-Тэмур
Туг-Тэмур (монг. Төвтөмөр; 16 февраля 1304 — 2 сентября 1332) — восьмой император династии Юань (китайское храмовое имя — Вэнь-цзун); девиз правления — Тяньли (1328—1329, 1329—1332) и двенадцатый каган Монгольской империи (монгольское храмовое имя — Джаяту-хаган; монг. Заяат хаан).

## Биография
Туг-Тэмур был вторым сыном китайского императора, монгольского хана Хайсана (Кулуг-хагана) и тангутки. В 1311 году, после смерти своего отца Хайсана и вступления на императорский трон дяди Аюрбарибады царевичи Туг-Тэмур и Хошила были отправлены из столицы в отдаленные провинции империи. В 1320 году, после вступления на императорский трон Шидэбала, Туг-Тэмур был сослан в Хэнань. В 1323 году, после убийства Шидэбала и вступления на императорский трон Есун-Тэмура Туг-Тэмур получил титул «князь Хуай» и был переведен в Нанкин.
В августе 1328 года после смерти великого монгольского хана Есун-Тэмура его сторонники под руководством Давлат-шаха провозгласили в Шанду императором его малолетнего сына Араджабига. Знатный монгольский вельможа Эль-Тэмур выступил против нового императора, и призвал в Даду Туг-Тэмура. В сентябре 1328 года царевич Туг-Тэмур был провозглашен в Даду новым великим монгольским ханом. Большинство монгольских военачальников и наместников поддержали кандидатуру Туг-Тэмура. На стороне Араджабига были провинции Ляоян, Шаньси, Юньнань и Сычуань. В боях межу Шанду и Даду армия Араджабига под командованием нойона Дорчи потерпела поражение от войск Эль-Тэмура. Сам Дорчи сдался на милость победителей. Давлат-шах и его сторонники были схвачены и казнены. Туг-Тэмур и Эль-Тэмур вступили в Даду. В декабре 1328 — январе 1329 годов правительственные войска подавили восстание сторонников Араджабига в Шаньси и Сычуани. В начале 1329 года в провинции Юньнань поднял восстание монгольский принц-наместник Тугель, который объявил себя независимым от Даду. Правительство отправило на подавление мятежа армию под командованием Тэмур-Буги, но Тугель при поддержке местных племен разбил противника.
В 1329 году о своих претензиях на императорский трон объявил принц Хошила, старший брат Туг-Тэмура. При поддержке большинства монгольских князей и военачальников Хошила занял Каракорум. Туг-Тэмур заявил о своем отречении от престола и пригласил своего старшего брата Хошила прибыть в столицу. 27 февраля 1329 года под Каракорумом Хошила объявил себя новым хаганом Монгольской империи. Эль-Тэмур был отправлен Туг-Тэмуром в Монголию, чтобы официально пригласить Хошилу в столицу. Хошила объявил своего младшего брата Туг-Тэмура своим наследником. 26 августа по пути в Даду братья Хошила и Туг-Тэмур встретились в окрестностях Шанду. Через четыре дня после банкета Хошила внезапно скончался (или был убит). Предположительно, Хошила был отравлен Эль-Тэмуром, который опасался потерять власть с приходом нового императора. 8 сентября 1329 года Туг-Тэмур был восстановлен на императорском троне.
В течение четырёхлетнего правления Туг-Тэмура верховная власть находилась в руках военачальников Эль-Тэмура и Баяна. В январе 1331 года Туг-Тэмур провозгласил своим преемником старшего сына Аратнадара, который внезапно скончался через месяц после объявления наследником. Второй сын Гунарада, изменивший своё имя на Эль-Тегус, был провозглашен наследником престола.
Туг-Тэмур отправил на подавление восстания в Юньнани 100-тысячную армию под командованием Аратнашири. Разрозненные отряды повстанцев были разгромлены превосходящими силами правительственных войск. Три сына и два брата принца Тугеля были захвачены в плен. К марту 1332 года восстание в Юньнани было полностью подавлено. Монгольский принц Элуй-Тэмур, сын Ананды, организовал заговор, чтобы сместить Туг-Тэмура, но заговор был раскрыт, а его участники наказаны. Перед своей смертью император Туг-Тэмур, обойдя право своего сына Эль-Тэгуса, изъявил желание передать трон своему племяннику Тогон-Тэмуру, старшему сыну Хошилы.

В возрасте 28 лет, 2 сентября 1332 года Туг-Тэмур скончался. Предполагается что он стал жертвой бубонной чумы, известной как Чёрная смерть. Арабский историк Аль-Макризи, когда упоминал о моровом поветрии, писал: 
«каковое свирепствовало в шести месяцах конного пути из Тебриза… и триста племён сгинуло без ясной на то причины в своих зимних и летних лагерях… и шестнадцать представителей ханского рода умерло вместе с Великим Ханом и шестью из его детей. Посему Китай совершенно обезлюдел, в то время как Индия пострадала куда менее».